# Omar Sahnoun
Omar Sahnoun (18 augustus 1955 - 21 april 1980) was een Franse profvoetballer. Hij speelde als middenvelder.

## Levensloop en carrière
In Guerroma (Algerije) kwam Sahnoun ter wereld. In 1962 verhuisde hij met zijn gezin naar Beauvais (Frankrijk). Tien jaar later maakte hij zijn debuut in het betaalde voetbal bij FC Nantes. Hij kon alleen beperkt opgesteld worden, vanwege hartproblemen. Door die hartproblemen kon hij slechts twee van de zeven seizoenen grotendeels spelen. Vooral in het seizoen 1976/1977 viel hij op met 15 doelpunten in 32 wedstrijden.
Sahnoun had 6 interlandwedstrijden voor het Franse nationale team. Hij speelde voor het eerst in Parijs op 23 februari 1977 in een vriendschappelijke wedstrijd tegen West-Duitsland. Aan het einde van hetzelfde jaar had hij wederom last van hartproblemen, waardoor hij zijn carrière tijdelijk moest stoppen. Hierdoor werd hij niet geselecteerd voor het wereldkampioenschap dat jaar in Argentinië. Toen Sahnoun weer zijn carrière vervolgde, werd hij verkocht aan Girondins de Bordeaux. In het seizoen 1979/1980 werd de club zesde.
Op 21 april 1980 stierf hij op 24-jarige leeftijd aan een hartinfarct, wat geschiedde tijdens een training.